# Primera Fuerza 1917/18
Die Saison 1917/18 war die 16. Spielzeit der in Mexiko eingeführten Fußball-Liga, die in der Anfangszeit unter dem Begriff Primera Fuerza firmierte.

## Teilnehmer
| Mannschaft            | Stadt                  |
| --------------------- | ---------------------- |
| Club América          | Mexiko-Stadt           |
| Deportivo Español     | Mexiko-Stadt           |
| Club España           | Mexiko-Stadt           |
| FV Germania           | Mexiko-Stadt           |
| Junior Club           | Mexiko-Stadt           |
| Club México           | San Pedro de los Pinos |
| Pachuca Athletic Club | Pachuca de Soto        |

## Saisonverlauf
Die Spielzeit begann mit insgesamt sieben Mannschaften, von denen sich der Club España und der FV Germania vorzeitig aus der Liga zurückzogen, so dass im Nachhinein alle absolvierten Spiele dieser beiden Mannschaften annulliert wurden und nicht in die Wertung einflossen. Das ursprüngliche Saisoneröffnungsspiel fand am 14. Oktober 1917 zwischen dem Club México und dem Club España statt, endete 1:1 und wurde später aufgrund des Rückzugs der Españistas annulliert, so dass die eine Woche später am 21. Oktober 1917 ausgetragene Partie zwischen dem Club América und dem Junior Club (0:1) im Nachhinein als offizielles Saisoneröffnungsspiel galt. Die letzte Begegnung der Saison fand am 10. März 1918 zwischen dem Club México und dem Club América (4:1) statt.

## Abschlusstabelle 1917/18
| Pl. | Verein                | Sp. | S | U | N | Tore    | Diff. | Punkte |
| --- | --------------------- | --- | - | - | - | ------- | ----- | ------ |
| 1.  | Pachuca Athletic Club | 8   | 6 | 1 | 1 | 014:600 | +8    | 13:30  |
| 2.  | Deportivo Español     | 8   | 3 | 3 | 2 | 007:600 | +1    | 09:70  |
| 3.  | Club México           | 8   | 3 | 1 | 4 | 008:800 | ±0    | 07:90  |
| 4.  | Junior Club           | 8   | 3 | 1 | 4 | 006:900 | −3    | 07:90  |
| 5.  | Club América          | 8   | 1 | 2 | 5 | 008:140 | −6    | 04:12  |

## Kreuztabelle
Die Kreuztabelle stellt die Ergebnisse aller Spiele dieser Saison dar. Die Heimmannschaft ist in der linken Spalte aufgelistet und die Gastmannschaft in der obersten Reihe.
| 1917/18 | 1917/18           | PAC | D.E. | MEX | JUN  | AME |
| 01.     | Pachuca AC        |     | 0:0  | 2:0 | 1:0A | 3:1 |
| 02.     | Deportivo Español | 4:2 |      | 2:0 | 0:0B | 1:1 |
| 03.     | Club México       | 0:1 | 1:0  |     | 2:0  | 4:1 |
| 04.     | Junior Club       | 1:4 | 0:0  | 1:0 |      | 3:2 |
| 05.     | Club América      | 0:1 | 2:0  | 1:1 | 0:1  |     |

A Der Junior Club trat nicht an, weshalb die Partie (mit dem Ergebnis von 1:0) zu Gunsten des Pachuca AC gewertet wurde.

B Der Junior Club gewann die Partie 1:0, doch aufgrund des Einsatzes eines nicht spielberechtigten Spielers auf Seiten des Junior Club wurde die Partie (mit dem Torstand von 0:0) zu Gunsten von Deportivo Español gewertet.